# Valstrona
Valstrona là một đô thị ở tỉnh Verbano-Cusio-Ossola trong vùng Piedmont của Ý, có cự ly khoảng 90 km về phía đông bắc của Torino và khoảng 25 km về phía tây nam của Verbania. Tại thời điểm ngày 31 tháng 12 năm 2004, đô thị này có dân số 1.286 người và diện tích là 48,8 km².
Valstrona giáp các đô thị: Anzola d'Ossola, Calasca-Castiglione, Cravagliana, Loreglia, Massiola, Ornavasso, Pieve Vergonte, Quarna Sopra, Quarna Sotto, Rimella, Sabbia, Varallo Sesia.